# BMW 600
La BMW 600 è un'autovettura di fascia bassa prodotta dal 1957 al 1959 dalla casa automobilistica tedesca BMW.

## Storia e profilo

### Genesi e debutto
La storia della BMW 600 prende le mosse in un periodo storico assai delicato per la casa di Monaco, che stava vivendo quella che a tutt'oggi fu la più grave crisi economica mai avuta: i modelli di prestigio proposti in gamma si stavano rivelando insuccessi commerciali e i massicci investimenti stanziati dalla BMW per ricostituire una gamma dopo le devastazioni della guerra non stavano assolutamente rivelandosi fruttuosi. L'unico modello che stava ottenendo consensi fu la BMW 250/300,  la piccola vetturetta prodotta su licenza della Iso Autoveicoli, i cui esiti commerciali non potevano comunque costituire una soluzione economica su cui adagiarsi a lungo: la gamma doveva essere insomma ampliata e rinnovata per venire incontro ad esigenze ben più variegate. Ancora lontana dal ricostituire una gamma di vetture degne del proprio marchio, sebbene non fossero mancati in quel periodo alcuni studi relativi a vetture di fascia alta e medio-alta, la casa dell'Elica decise di partire da dove stava riscuotendo maggior successo, ossia proprio dalla 250/300.

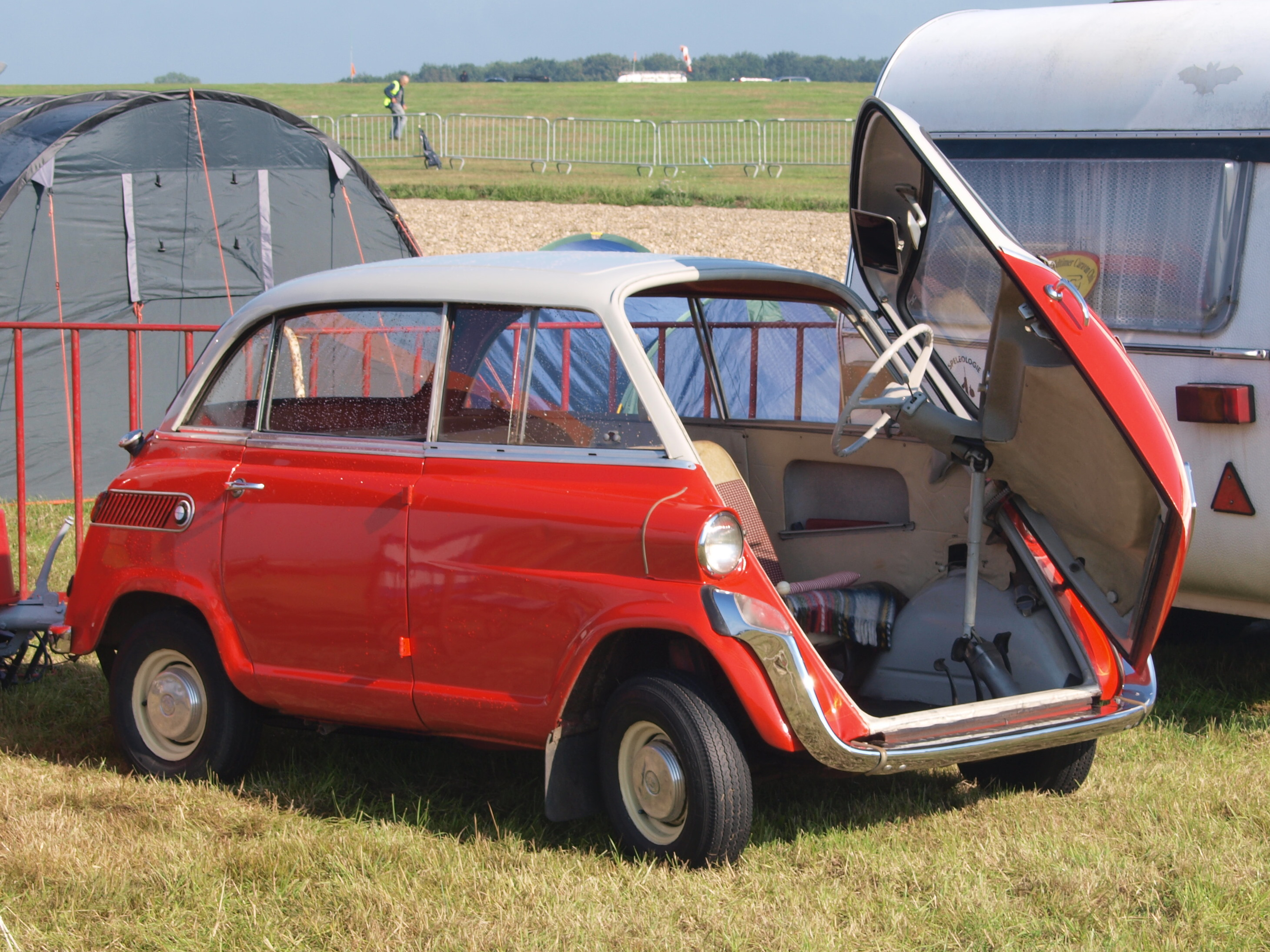
Dettaglio del particolare sistema di accesso all'abitacolo

Sull'onda dell'immediato successo della piccola vetturetta, i vertici BMW pensarono ad una versione più grande, una sorta di sorella maggiore che potesse offrire più spazio a bordo. A metà del 1956 fu così avviato il progetto contrassegnato dalla sigla E102. Diverse furono le proposte riguardanti quella che inizialmente veniva chiamata Super-Isetta, ma per tutte vi furono alcuni punti fermi in comune: prima di tutto la carreggiata posteriore allargata, in secondo luogo il passo maggiorato, infine un motore di cilindrata superiore per garantire prestazioni accettabili, dal momento che il piccolo monocilindrico della 250/300 non avrebbe potuto essere adeguato nel momento in cui la vettura in fase di progettazione si sarebbe trovata a pieno carico. Nel mese di novembre venne realizzato il primissimo prototipo della futura "Super-Isetta", che fu approvato dal consiglio di amministrazione, pertanto vennero quindi bloccate tutte le altre successive proposte di stile. Nel frattempo venne avviata la progettazione della parte meccanica: partendo dalla 250/300, fu realizzato un telaio di tipo tubolare con passo maggiorato, in modo da poter ospitare una panchetta posteriore adatta per altre due persone. Per quanto riguardava il retrotreno si scelse una più tradizionale soluzione a ruote non ravvicinate. Nel mese di febbraio del 1957 venne decisa la denominazione ufficiale, ossia quel 600 che indicava fin da subito anche la cilindrata del propulsore utilizzato.
Nel giugno 1957, il primo esemplare finito venne presentato al consiglio di amministrazione della casa dell'Elica, mentre la vettura verrà svelata al pubblico alla fine di agosto. La produzione in serie verrà invece avviata a dicembre.

### Design esterno ed interno

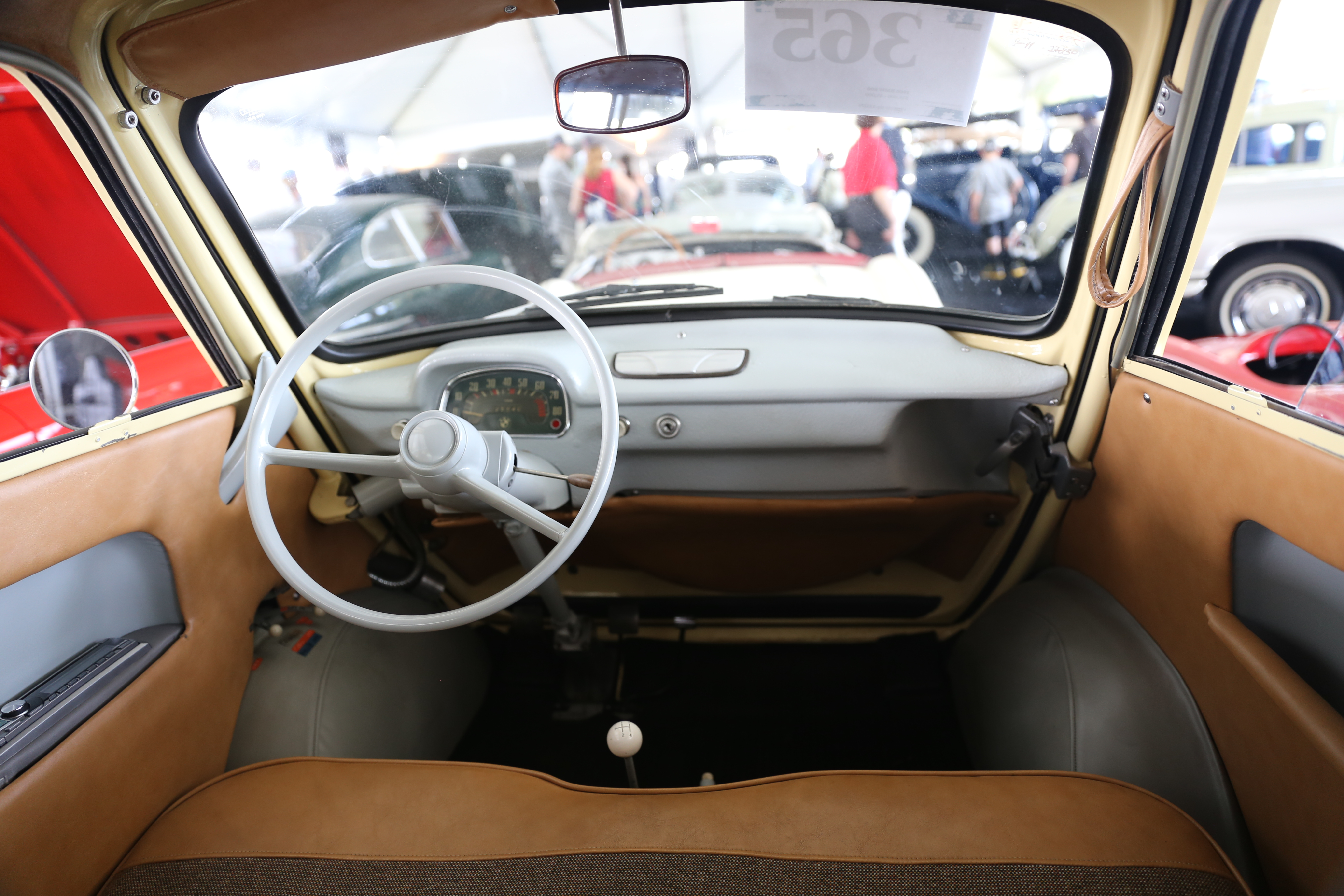
Dettaglio del posto guida di una BMW 600

In effetti, la BMW 600 ricordava da vicino la più piccola Isetta, solo un po' più lunga e dotata di una sola portiera posteriore sul lato destro per l'accesso ai passeggeri sulla panchetta posteriore. Venne mantenuto il disegno ad uovo, anche se modificato nella parte posteriore e in quella centrale, con l'allungamento del passo di 20 cm. La vista frontale era quindi simile a quanto già proposto dalla 250, compreso il portellone di accesso incernierato sul lato sinistro, mentre lateralmente, oltre al passo allungato vi era anche un leggero allungamento degli sbalzi: quello posteriore fu allungato per ospitare più comodamente il nuovo motore di maggior cilindrata e dal maggior ingombro senza pregiudicare lo spazio per i passeggeri posteriori. L'abitacolo, che come già detto poteva offrire spazio per quattro persone, si rivelò però insufficiente nel caso di una vacanza di alcuni giorni di una famiglia media composta da una coppia e due figli, poiché veniva a mancare lo spazio per i bagagli. Il posto guida era caratterizzato da un volante a due razze dotato di piantone con snodo per poter "seguire" il portellone anteriore durante la sua apertura. Il cruscotto comprendeva solo il tachimetro, mentre la leva del cambio era sul pavimento. L'accesso al vano motore avveniva mediante uno sportello posteriore incernierato alla base del lunotto.

### Struttura, meccanica e motore

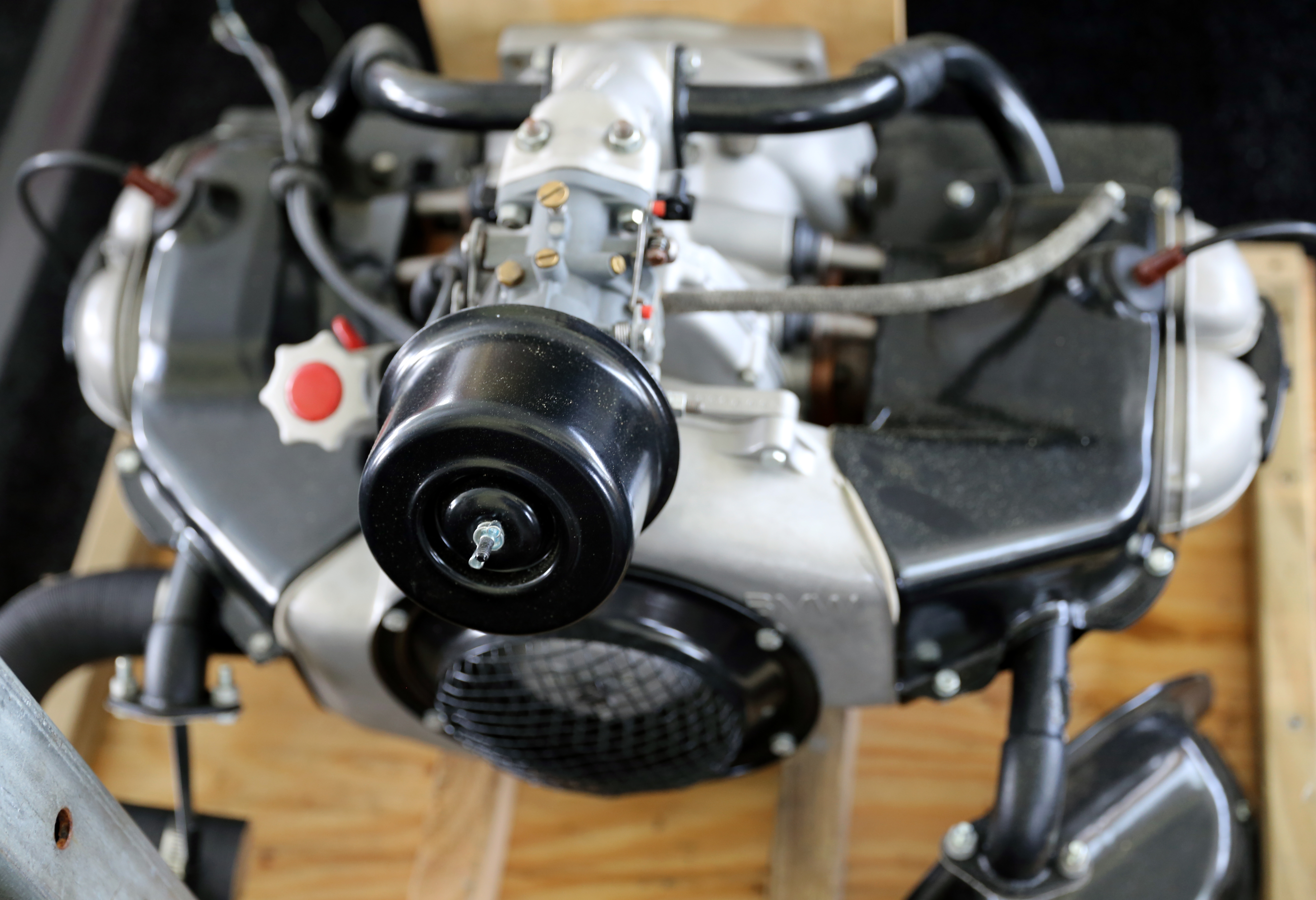
Il motore bicilindrico della BMW 600

Come per l'Isetta, o BMW 250/300, anche nel caso della BMW 600, fu mantenuta l'architettura meccanica del "tutto dietro", vale a dire con motore e trazione posteriore. Il telaio era di tipo tubolare in acciaio rinforzato con traverse anch'esse in acciaio, come d'acciaio erano anche i lamierati della carrozzeria. Il comparto sospensivo prevedeva un avantreno a ruote indipendenti, con bracci oscillanti e molle elicoidali. Il retrotreno era invece ad assale rigido con bracci longitudinali e molle elicoidali. Sia davanti che dietro venivano montati ammortizzatori idraulici telescopici. L'impianto frenante era a tamburi sulle quattro ruote, quindi con un'architettura convenzionale anche nel retrotreno, con un tamburo per ruota anziché un tamburo su entrambe le ruote posteriori come invece nell'Isetta.
L'aumento della massa costrinse i progettisti ad avvalersi di un nuovo propulsore da 0.6 litri, sempre di origine motociclistica. Il propulsore della BMW 600 anche in questo caso era di origine motociclistica, essendo stato mutuato dalla BMW R67: si trattava di un bicilindrico boxer raffreddato ad aria da 585 cm³. Tale motore disponeva di distribuzione a valvole in testa mosse da un albero a camme centrale. Tale motore era alimentato tramite un carburatore Zenith ed arrivava ad erogare una potenza massima di 19,5 CV a 4500 giri/min. Anche la velocità massima era sensibilmente superiore a quella della contemporanea BMW 300, ed arrivava ad oltre 100 km/h.

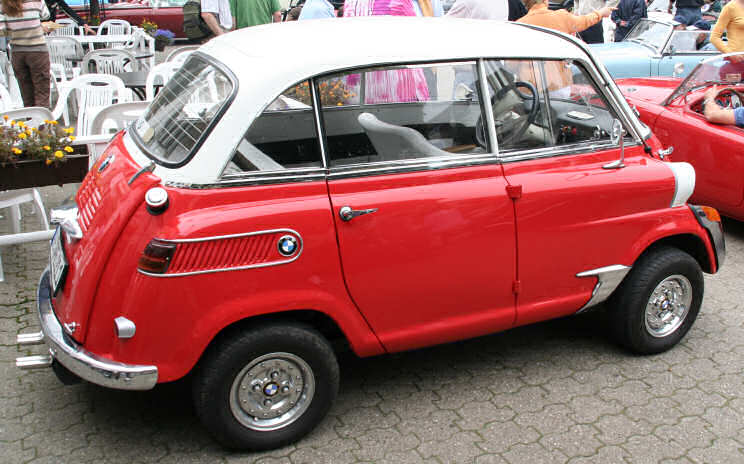
Vista laterale di una BMW 600

La trasmissione prevedeva una frizione monodisco a secco ed un cambio manuale a 4 marce. L'architettura del retrotreno, più convenzionale, obbligò i progettisti BMW a montare anche un differenziale, assente invece sulle BMW 250 e 300.

## Produzione e carriera commerciale
In realtà, le vendite della BMW 600 non fecero registrare cifre eccezionali neppure in Germania: il grosso difetto della BMW 600 era infatti il prezzo, appena più basso di quello di un ben più grande Maggiolino. In totale furono prodotti 34.813 esemplari di BMW 600 e la produzione andò avanti fino al 1959, anno in cui la vetturetta fu sostituita dalla più tradizionale BMW 700.
La BMW 600 fu allestita subito anche in versione Export, destinata ai mercati statunitense e canadese, ma oltreoceano non riscosse molto successo: solo 4.020 esemplari furono venduti in tali mercati.

## Scheda tecnica
| Caratteristiche tecniche - BMW 600                                                                     | Caratteristiche tecniche - BMW 600 | Caratteristiche tecniche - BMW 600 | Caratteristiche tecniche - BMW 600 | Caratteristiche tecniche - BMW 600 | Caratteristiche tecniche - BMW 600 |
| --- | --- | --- | --- | --- | --- |
| | | | | | |
| Configurazione                                                                                         | | | | | |
| Carrozzeria: monovolume                                                                                | Carrozzeria: monovolume | Posizione motore: posteriore a sbalzo | Posizione motore: posteriore a sbalzo | Trazione: posteriore | Trazione: posteriore |
| Dimensioni e pesi                                                                                      | | | | | |
| Ingombri (lungh.×largh.×alt. in mm): 2900 × 1400 × 1375                                                | Ingombri (lungh.×largh.×alt. in mm): 2900 × 1400 × 1375 | Ingombri (lungh.×largh.×alt. in mm): 2900 × 1400 × 1375 | Ingombri (lungh.×largh.×alt. in mm): 2900 × 1400 × 1375 | Diametro minimo sterzata: 8,4 m | Diametro minimo sterzata: 8,4 m |
| Interasse: 2700 mm                                                                                     | Interasse: 2700 mm | Carreggiate: anteriore 1220 - posteriore 1160 mm | Carreggiate: anteriore 1220 - posteriore 1160 mm | Altezza minima da terra: | Altezza minima da terra: |
| Posti totali: 4                                                                                        | Posti totali: 4 | Bagagliaio: 150 | Bagagliaio: 150 | Serbatoio: 23 litri | Serbatoio: 23 litri |
| Masse                                                                                                  | a vuoto: 550 kg | a vuoto: 550 kg | a vuoto: 550 kg | a vuoto: 550 kg | a vuoto: 550 kg |
| Meccanica                                                                                              | | | | | |
| Tipo motore: bicilindrico boxer M102 a quattro tempi raffreddato ad aria su 3 supporti di banco        | Tipo motore: bicilindrico boxer M102 a quattro tempi raffreddato ad aria su 3 supporti di banco | Tipo motore: bicilindrico boxer M102 a quattro tempi raffreddato ad aria su 3 supporti di banco | Cilindrata: 585 (alesaggio e corsa: 74 x 68 mm) cm³ | Cilindrata: 585 (alesaggio e corsa: 74 x 68 mm) cm³ | Cilindrata: 585 (alesaggio e corsa: 74 x 68 mm) cm³ |
| Distribuzione: valvole in testa, un asse a camme centrale azionato da catena, due valvole per cilindro | Distribuzione: valvole in testa, un asse a camme centrale azionato da catena, due valvole per cilindro | Distribuzione: valvole in testa, un asse a camme centrale azionato da catena, due valvole per cilindro | Alimentazione: carburatore monocorpo Zenith 28 KLP3 | Alimentazione: carburatore monocorpo Zenith 28 KLP3 | Alimentazione: carburatore monocorpo Zenith 28 KLP3 |
| Prestazioni motore                                                                                     | Potenza: 19,5 CV a 4500 giri/min / Coppia: 38 Nm a 2800 giri/min | Potenza: 19,5 CV a 4500 giri/min / Coppia: 38 Nm a 2800 giri/min | Potenza: 19,5 CV a 4500 giri/min / Coppia: 38 Nm a 2800 giri/min | Potenza: 19,5 CV a 4500 giri/min / Coppia: 38 Nm a 2800 giri/min | Potenza: 19,5 CV a 4500 giri/min / Coppia: 38 Nm a 2800 giri/min |
| Frizione: monodisco a secco                                                                            | Frizione: monodisco a secco | Frizione: monodisco a secco | Cambio: manuale a 4 marce | Cambio: manuale a 4 marce | Cambio: manuale a 4 marce |
| Telaio                                                                                                 | | | | | |
| Corpo vettura                                                                                          | tubolare in acciaio con traverse in acciaio | tubolare in acciaio con traverse in acciaio | tubolare in acciaio con traverse in acciaio | tubolare in acciaio con traverse in acciaio | tubolare in acciaio con traverse in acciaio |
| Sospensioni                                                                                            | anteriori: ruote indipendenti con bracci oscillanti, ammortizzatori idraulici telescopici e molle elicoidali / posteriori: assale rigido con bracci longitudinali, ammortizzatori idraulici telescopici e molle elicoidali | anteriori: ruote indipendenti con bracci oscillanti, ammortizzatori idraulici telescopici e molle elicoidali / posteriori: assale rigido con bracci longitudinali, ammortizzatori idraulici telescopici e molle elicoidali | anteriori: ruote indipendenti con bracci oscillanti, ammortizzatori idraulici telescopici e molle elicoidali / posteriori: assale rigido con bracci longitudinali, ammortizzatori idraulici telescopici e molle elicoidali | anteriori: ruote indipendenti con bracci oscillanti, ammortizzatori idraulici telescopici e molle elicoidali / posteriori: assale rigido con bracci longitudinali, ammortizzatori idraulici telescopici e molle elicoidali | anteriori: ruote indipendenti con bracci oscillanti, ammortizzatori idraulici telescopici e molle elicoidali / posteriori: assale rigido con bracci longitudinali, ammortizzatori idraulici telescopici e molle elicoidali |
| Freni                                                                                                  | anteriori: a tamburo / posteriori: a tamburo | anteriori: a tamburo / posteriori: a tamburo | anteriori: a tamburo / posteriori: a tamburo | anteriori: a tamburo / posteriori: a tamburo | anteriori: a tamburo / posteriori: a tamburo |
| Pneumatici                                                                                             | 5.20 x 10 / Cerchi: 3.50 x 10 | 5.20 x 10 / Cerchi: 3.50 x 10 | 5.20 x 10 / Cerchi: 3.50 x 10 | 5.20 x 10 / Cerchi: 3.50 x 10 | 5.20 x 10 / Cerchi: 3.50 x 10 |
| Prestazioni dichiarate                                                                                 | | | | | |
| Velocità: 103 km/h km/h                                                                                | Velocità: 103 km/h km/h | Velocità: 103 km/h km/h | Accelerazione: 0-100 km/h in 58" | Accelerazione: 0-100 km/h in 58" | Accelerazione: 0-100 km/h in 58" |
| Consumi                                                                                                | 6 litri/100 km | 6 litri/100 km | 6 litri/100 km | 6 litri/100 km | 6 litri/100 km |
| Fonte dei dati:                                                                                        | | | | | |